# O Mestre do Go
O Mestre de Go (名人, Meijin) é um romance do autor Japonês Yasunari Kawabata ganhador do Prémio Nobel da Literatura, pela série publicada em 1951. Kawabata a considerava seu melhor trabalho, apesar do grande contraste que tem com o resto de sua obra.

## Sinopse
O Mestre de Go é uma crônica narrada na última partida de Go jogada por Honinbo Shusai, jogador profissional e herdeiro do título Honinbo, contra o jovem aspirante Kitani Minoru (chamado no livro com o nome fictício de Otake). Foi esta a última partida na carreira do mestre Shusai; uma longa luta que precisou de pelo menos seis meses para ser concluída. Minoru ganhou por uma confortável margem de cinco pontos, e Shusai faleceu depois de um ano do final da partida.
Kawabata ficou encarregado de escrever uma cronica diária do andamento da partida para o jornal Mainichi Shinbun, e alguns fragmentos do livro são versões extraidas de passagens originais de sua coluna no jornal. O livro é uma cronica não só da partida, mas também do combate entre os dois jogadores, o contraste de gerações e as maneiras de ver o Go e jogá-lo. Afloram os temas inerentes a luta entre o velho jogador cujas forças fraquejaram (teria uma afecção no coração que afetou o andamento da partida) e o jovem desafiante; e também o encontro entre diferentes estilos de jogar e as personalidades em que estes estão enraizados. O livro também reflete a tensão entre as maneiras tradicionais e o novo pragmatismo. Shusai representando a velha escola do Go, aquela onde os títulos eram hereditarios, e Minoru com um novo olhar, que junto de seu grande amigo Go Seigen representaram o novo estilo de jogo que experimentava novas aberturas e não estava tão ancorado nas velhas tradições.
O jogo, tal como foi jogado na vida real e apresentado com exatidão no livro, durou 237 movimentos e está documentado no livro por meio de diagramas. Kitani Minoru, jogando com as negras, ganhou por 5 pontos. O livro frequentemente é utilizado por jogadores ocidentais de Go como ponto de partida na exploração do lugar que ocupa o Go na sociedade japonesa, e também do ponto de vista da aprendizagem do Go, posto que foi uma partida de grande importância.